# Boks na Igrzyskach Afrykańskich 1987
Wyniki zawodów bokserskich, które rozgrywane były 1 do 12 sierpnia 1987 r. Turniej odbywał się w kenijskim mieście Nairobi

## Medaliści
| Kategoria wagowa               | Złoto           | Srebro               | Brąz |
| Waga papierowa (-48 kg)        | Maurice Maina   | Emanuel Nsubuga      |      |
| Waga musza (-51 kg)            | Gemelhu Bezabeh | Ben Mwagata          |      |
| Waga kogucia (-54 kg)          | Stephen Mwema   | Ndaba Dube           |      |
| Waga piórkowa (-57 kg)         | John Wanjau     | Haritora Rapotamanga |      |
| Waga lekka (-60 kg)            | Patrick Waweru  | Charles Lubulwa      |      |
| Waga super-lekka (-63,5 kg)    | David Kamau     | Tewedros Mitiku      |      |
| Waga półśrednia (-67 kg)       | Robert Wangila  | Sahelu Mekuria       |      |
| Waga super-półśrednia (-71 kg) | Mohamed Orungi  | Martin Nougle        |      |
| Waga średnia (-75 kg)          | Patrick Lihanda | Ahmed Dine           |      |
| Waga półciężka (-81 kg)        | Rund Kanika     | Mustafa Moussa       |      |
| Waga ciężka (-91 kg)           | Fred Kaddu      | Mohamed Bouchiche    |      |
| Waga superciężka (+91 kg)      | Chris Odera     | Thsibalabala Kadima  |      |